# Impactul persecutării persoanelor LGBTI asupra statelor
Impactul politicilor de discriminare împotriva LGBTI asupra stabilității și fragmentării entităților statale rămâne un subiect de dezbatere în rândul istoricilor și este adesea insuficient explorat. Mișcarea de eliberare a persoanelor LGBTQIA+ și câștigarea drepturilor nu este despre destrămarea sau eliminarea capitalismului sau a altor sisteme de guvernare precum celor liberare, autocratice etc., ci despre eliminarea oricăror sisteme de guvernare inflexibile și entități statale care nu iau în considerare persoanele născute sau parte a comunității.

## Preambul

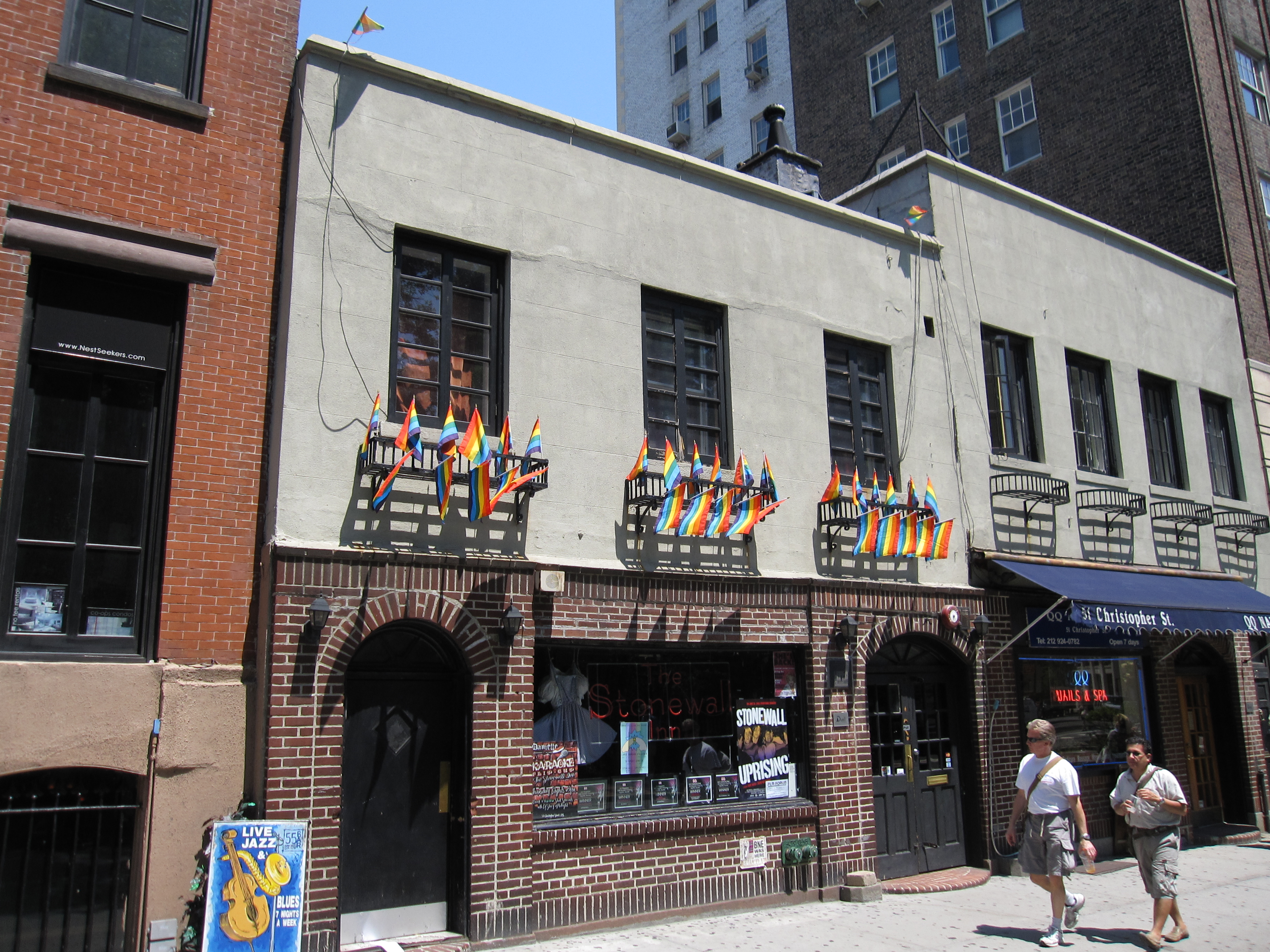
Revolta de la Stonewall este considerată ca fiind punctul declanșator al mișcării de eliberare gay.

Înaintea revoluției sexuale din anii 1960, nu exista un termen comun pentru persoanele care nu sunt heterosexuale, cel mai apropiat fiind cel de "al treilea gen", cunoscut din anii 1860, care însă nu a fost acceptat. Termenul de "homosexual" a fost utilizat pentru prima dată de către Karl-Maria Kertbeny, în anul 1869, într-o scrisoare deschisă către ministrul de justiție al Prusiei prin care contesta legislația, care la acea vreme pedepsea aspru homosexualitatea. Înainte de acea dată, medicii foloseau termenul de "dorință sexuală inversată" ca pe un diagnostic pentru persoanele homosexuale. Foarte des a fost folosit și termenul de "nebunie morală". Legea vremii considera contactele sexuale dintre doi bărbați ca fiind o "perversiune", "sodomie", în timp ce homosexualii educați ai Europei se numeau pe ei înșiși ca fiind "inversați congenital", termen folosit pentru prima oară de neurologul neamț Richard von Krafft-Ebing.

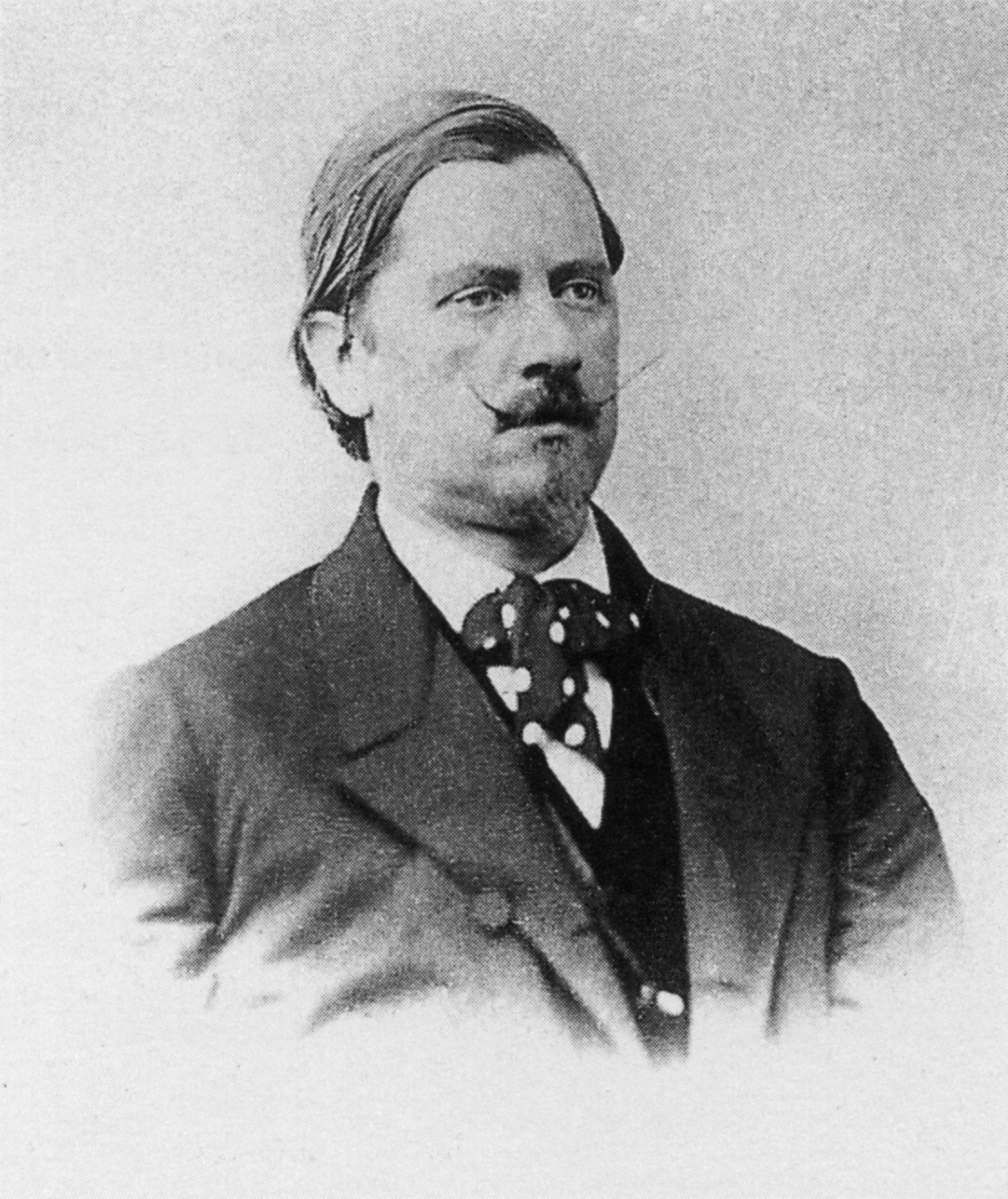
Maghiarul Karl-Maria Kertbeny a fost primul care a folosit termenul de „homosexual”.

Primul termen utilizat, "homosexual", a fost conceput să aibă conotații negative, fiind apoi înlocuit cu "homofil" și "gay". Pe măsură ce lesbienele își defineau identitatea, expresia "gay și lesbiană" a devenit din ce în ce mai comună. Curând au fost urmați de comunitatea bisexuală și transgen, care doreau recunoaștere ca și categorie legitimă în comunitatea majoritară LG. Totuși, după euforia începutului revoltei de la Stonewall, ce a durat între anii 1970 și 1980, a avut loc o schimbare a percepției și unele persoane gay sau lesbiene nu au acceptat persoanele bisexuale sau transgen. Se consideră că persoanele transsexuale jucau diverse stereotipuri, iar bisexualii erau pur și simplu gay sau lesbiene cărora le era frică "să iasă din dulap" (coming out of the closet) și să fie corecți despre identitatea lor. Mișcarea a cunoscut diverse greutăți, care continuă până astăzi.
Până spre 1990 discuțiile despre persoanele lesbiene, gay, bisexuale și transgen au devenit un lucru obișnuit, comun, cu respect egal în mișcarea respectivă. Deși comunitatea LGBT a stârnit controverse între ceilalți membri care ar fi trebuit să îi accepte (în particular din partea persoanelor transgen care au fost câteodată marginalizate de către comunitatea majoritară LGBT), termenul LGBT a fost un simbol pozitiv al incluziunii. În ciuda faptului că LGBT nu cuprinde toate persoanele fizice în comunitățile queer din punct de vedere formal (a se vedea Variante), termenul este general acceptat pentru a-i include pe cei care nu se identifică în acronimul standard din patru litere.

## Impactul persecutării LGBTI asupra entităților statale
Notă 2: secțiune în editare.
Trebuie specificat că mișcarea de eliberare a persoanelor LGBTQIA+ și câștigarea drepturilor rezervate nu este despre destrămarea sau eliminarea capitalismului sau a altor sisteme de guvernare precum celor liberare, autocratice etc., ci despre eliminarea oricăror sisteme de guvernare inflexibile și entități statale care nu iau în considerare persoanele născute sau parte a comunității.
Numeroase state și imperii au implementat politici anti-LGBTI, contribuind astfel la marginalizarea și persecuția comunităților LGBTI ducând la repercusiuni asupra acestor entități statale din trecut. Printre exemplele istorice se numără Germania Nazistă[citare ulterioară], Imperiul Bizantin[citare ulterioară], Statele Papale[citare ulterioară], Imperiul Otoman[citare ulterioară], dar și Japonia Imperială[citare ulterioară] prin aruncarea primei bombe atomice Little Boy din bombardierul Enola Gay,[citare ulterioară] Regatul României condus de Carol al II-lea,[citare ulterioară] din secolului trecut, Imperiul Austro-Ungar [citare ulterioară], URSS [citare ulterioară] și legile coloniale britanice aplicate în colonii și alte state sau formațiuni[citare ulterioară]. Impactul acestor politici asupra stabilității și fragmentării entităților statale rămâne un subiect de dezbatere în rândul istoricilor și este adesea insuficient explorat.

### Destrămarea URSS
Notă 2.1: Mai jos sunt adunate câteva articole publice și informații ce sunt în legătură cu URSS, Federația Rusă, LGBTI, persecutarea acestora și destrămarea haotică și iremediabilă a URSS. Secțiune in editare.
Și in ziua de astăzi state precum Federația Rusă își persecută proprii cetățeni, dar și pe cei din alte state, în special pe cei identificați ca născuți homosexuali sau intersex. Iar Președintele ales al acestei federații chiar interzicând menționarea despre acestea în propria federație. De asemenea Rusia s-a implicat activ în organizarea de referendumuri discriminatorii împotriva persoanelor născute homosexuale și intersex peste tot pe mapamond, inclusiv în România. Rusia este o țară vastă, cu o diversitate culturală, geografică și etnică impresionantă însă profund homofobă.
Ziarul DW a vorbit cu Larisa Beltser-Lisyutkina, om de știință culturală și fost profesor la Freie Universität Berlin care povestește de sistemul corupt din URSS și persecutarea persoanelor LGBTI și mințirea persoanelor din afara Uniunii Sovietice că tinerii născuți homosexuali sunt în siguranță. Conducerea sovietică din anii 1970 a crezut că un grup de activiști germani gay sunt comuniști și i-a invitat să viziteze Moscova, unde homosexualitatea a fost criminalizată. Este o poveste neobișnuită din 1978: Partidul Comunist al Uniunii Sovietice (PCUS) a invitat activiști homosexuali din Berlinul de Vest la Moscova, în timp ce peste 1.300 de persoane din întreaga țară au fost condamnate de instanțele sovietice pentru „contract sexual cu bărbați”. Actele sexuale între bărbați erau pedepsite cu închisoare de până la cinci ani sau muncă forțată.

### Destrămarea coloniilor britanice din secolul trecut
Nota 2.2 Secțiune in editare
Din păcate legile homofobe din timpul colonialismului britanic și implementate în anumite regiuni ale globului, precum în India, erau influențate de unele doctrine ale secolelor trecute, prezente de altfel în mare parte a Europei, dar nu în toată, și în multe țări musulmane, dar nu în toate, puțin știind de impactul acestor legi.  Din cauza acestor politici multe persoane LGBTI din societatea indiană s-au implicat și au militat pentru ruperea de Imperiul Britanic. Dar și americani pentru independenta teritoriului american față de Imperiu precum...[citare ulterioară]

## Zone de pe glob unde persoanele LGBTI sunt integrate
Notă 3: Secțiune în editare.

### China și Asia
Ținând cont doar de trecutul milenar al Chinei acest teritoriu nu a avut o cultură socială în care persoanele gay ar fi persecutate. China e cunoscută cu o istorie milenară și unitate statală de invidiat. [citare ulterioară]În această cultură și zonă a globului, ca exemplu, pentru unii bărbați e normal să se machieze. [citare ulterioară]În Coreea, de exemplu, cunoscut acest lucru datorită K-Pop, mulți bărbați pe lângă machiaj își fac foarte des operații estetice, toate aceste lucruri fiind considerate subiecte tabu în alte zone de pe glob. [citare ulterioară]
Însă, la nivelul anului 2024, China are de recuperat față de alte state vestice.[citare ulterioară]
Câteva povești despre dragoste homosexuală în timpul dinastiei Zhou ( c. 1046–256 î.Hr.) sunt binecunoscute, chiar și în zilele noastre. O astfel de poveste se referă la ducele Xian de Jin (domnit între 676–651 î.Hr.) care a plasat un tânăr frumos la curtea unui rival pentru a influența pe celălalt conducător cu farmecul sexual al tânărului și pentru a-i da sfaturi proaste.  Un exemplu mai exaltat este relația dintre Mi Zixia (彌子瑕) și Ducele Ling de Wei (衛靈公). Împărtășirea de către Mizi Xia a unei piersici deosebit de delicioase cu iubitul său a fost menționată de scriitorii de mai târziu drept yútáo (餘桃), sau „ piersica rămasă”. Un alt exemplu de homosexualitate la cel mai înalt nivel al societății din perioada Statelor În război este povestea regelui Anxi din Wei și a iubitului său Lord Long Yang.
Homosexualitatea a fost menționată pe scară largă în această perioadă prin literatura populară. Se spune că poetul Qu Yuan și-a exprimat dragostea pentru monarhul conducător, regele Huai al Chu, prin câteva dintre aceste lucrări, în special „Li Sao ” și „Dorul de frumusețe”.
Homosexualitatea și homoerotismul au fost comune și acceptate în timpul dinastiei Han (202 î.Hr. - 220 EC). Împăratul Ai din Han este unul dintre cei mai faimoși împărați chinezi care s-au implicat în activități sexuale între persoane de același sex. Istoricii caracterizează relația dintre împăratul Ai și iubitul său de sex masculin Dong Xian drept „pasiunea mânecii tăiate” (斷袖之癖, duànxiù zhī pì ) după o poveste în acea după-amiază după ce a adormit pentru un pui de somn pe același pat, împăratul Ai i-a tăiat mâneca lui Dong Xian (într-o piesă de îmbrăcăminte pe care o împărțeau) mai degrabă decât să-l deranjeze când a trebuit să se ridice din pat. Dong a fost remarcat pentru simplitatea sa relativă în contrast cu curtea foarte ornamentată și i s-au acordat posturi din ce în ce mai înalte ca parte a relației, devenind în cele din urmă comandantul suprem al forțelor armate până la moartea împăratului Ai.
Până în 1655, curțile Qing au început să folosească termenul jījiān (雞姦) pentru actul homosexual anal. Societatea a început să pună accent pe ascultarea strictă față de ordinea socială, care se referea la o relație între soț și soție. În 1740, a fost promulgat un decret anti-homosexuali, care definea ca fiind ilegale relațiile homosexuale voluntare între adulți. Deși nu existau înregistrări privind eficacitatea acestui decret, a fost prima dată când homosexualitatea a fost supusă interdicției legale în China. Pedeapsa, care a inclus o lună de închisoare și 100 de lovituri grele cu bambus greu, a fost de fapt cea mai ușoară pedeapsă care a existat în sistemul juridic Qing.

### India
India e una dintre cele mai mari țări și cea mai populată. Cultura indiană nu persecută persoanele LGBTI, din păcate legile homofobe, recent abrogate, erau rămase de pe timpul colonialismului britanic influențat, din păcate, de unele doctrine ale secolelor trecute, prezente în mare parte a Europei. Ca exemplu, această țară, în trecutul ei, recunoscând și apărând prin legi locale existența și nevoile persoanelor intersex, nemaivorbind de nepedepsirea și neblamarea socială a persoanelor gay. Un alt exemplu sunt persoanele transgen care sunt considerate în cultura indiană populară (veche, din străbuni) ca aducătoare de fertilitate și unitate.

### SUA
SUA este un exemplu astăzi de drepturi câștigate a persoanelor LGT.[citare ulterioară]

### Uniunea Europeană
UE, în ansamblul ei, este un exemplu astăzi de drepturi câștigate a persoanelor LGTI.[citare ulterioară]

### Brazilia
Brazilia e una dintre cele mai mari și populate țări dar și cu o populație foarte unită, fără conflicte majore și mai ales fără rasism. Această țară e cunoscută pentru paradele LGBTI extrem de numeroase de peste 1 milion de persoane.[citare ulterioară] Nivelul perceput al sărăciei de către europeni o defavorizează, mai ales datorită anumitor suburbii și favelas din anumite orașe de mari dimensiuni, însă în această țară nu a existat niciodată foamete sau conflicte armate devastatoare și nici persecuții în masă.[citare ulterioară]